# Kerstin Knüpfer
Kerstin Knüpfer, gift Mühlner, född 12 april 1963 i Zwickau, är en tysk före detta handbollsspelare.

## Klubblag
Kerstin Knüpfer spelade för BSV Sachsen Zwickau, och sedan för SC Leipzig och VfB Leipzig. Hon blev DDR-mästare 1988 och 1991 med SC Leipzig och sedan tysk mästare 1994 och 1998 med VfB Leipzig. Hon vann även IHF-cupen 1986 och 1992 med dessa klubbar.

## Landslag
1983 spelade hon U21-VM och vann en silvermedalj. Hon spelade sammanlagt 210 landskamper för Östtysklands damlandslag i handboll och Tysklands damlandslag i handboll, och stod för sammanlagt 426 mål. Hon vann brons med DDR vid världsmästerskapet i handboll för damer 1990. Med det alltyska laget slutade hon på fjärde plats vid OS 1992. Hon vann  en silvermedalj vid det första europamästerskapet i handboll för damer 1994.

## Privatliv
Efter att ha gått ut gymnasiet studerade Kerstin Knüpfer idrott vid Deutsche Hochschule für Körperkultur und Sport i Leipzig. Hennes dotter Maxi Mühlner spelar i Handball-Bundesliga. Hennes man Frank Mühlner spelade också handboll och arbetade som tränare i 2:a Bundesliga.

## Individuella utmärkelser
- Hedersmedalj från staden Leipzig
- Vinnare av Osgar(de) 1998